# Carlo Casini

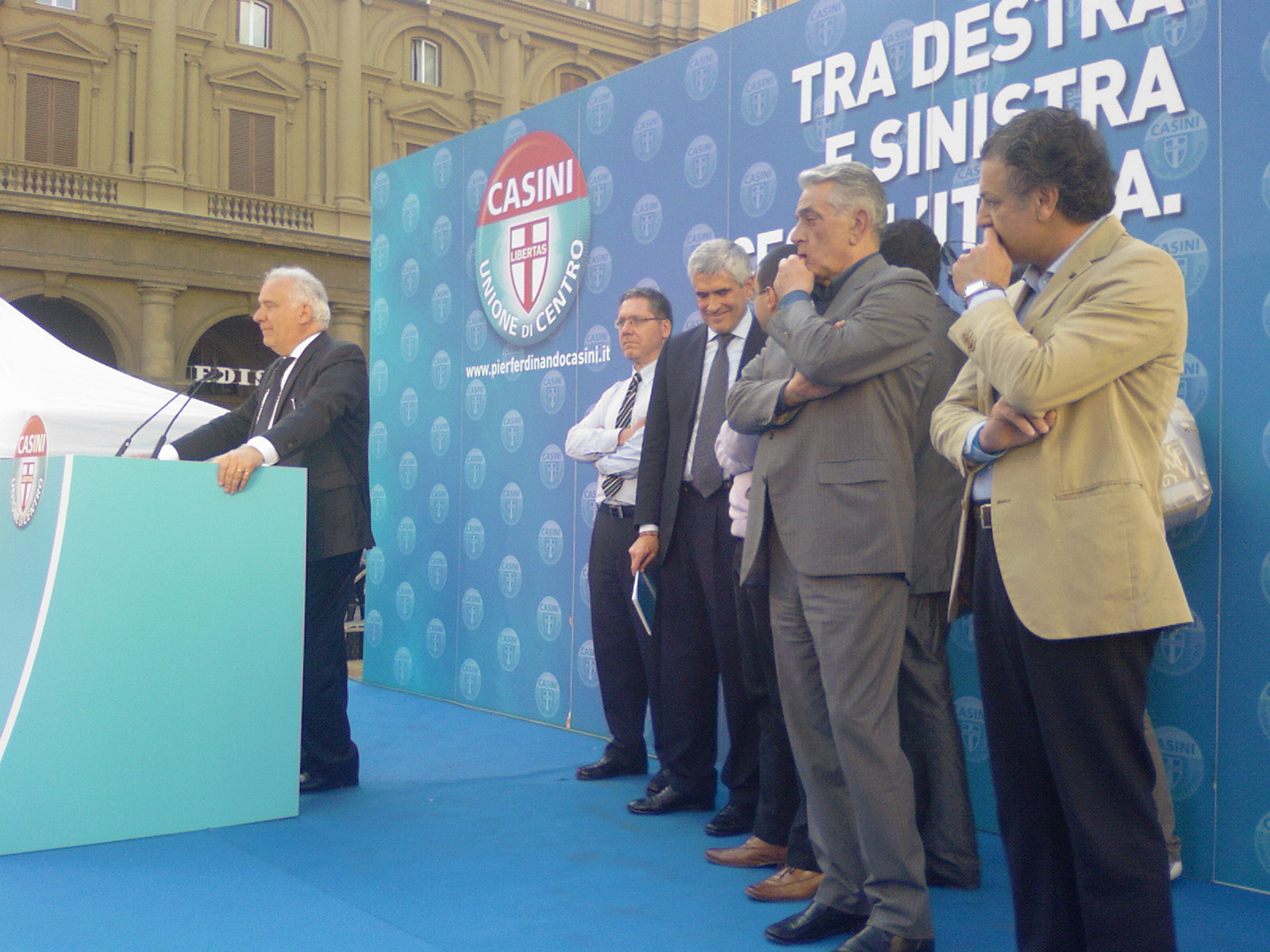

Carlo Casini (Firenze, 4 marzo 1935 – Roma, 23 marzo 2020) è stato un magistrato e politico italiano, tra i protagonisti del movimento cattolico nazionale.

## Biografia
Laureato in giurisprudenza, entrò in magistratura nel 1961: dal 1963 al 1966 è stato pretore a Empoli mentre dal 1966 al 1979 fu sostituto procuratore a Firenze. Nel 1975 - indagando sulla “clinica degli aborti” - mise le manette e fece trasferire nel carcere delle Murate il segretario del Partito Radicale Gianfranco Spadaccia.
Già esponente della Democrazia Cristiana, fu deputato alla Camera dal 1979 al 1992: nella sua ultima legislatura nazionale, fu relatore alla Camera dei deputati della proposta di legge costituzionale che abolì l'autorizzazione a procedere.
Nel 1981 fu il principale animatore del referendum sull'aborto, che aveva lo scopo di modificare in senso restrittivo la legge che consentiva l'interruzione di gravidanza (il sì all'abrogazione ottenne poi il 32% dei consensi).
Fu eletto parlamentare europeo nelle elezioni del 1984, del 1989 e del 1994. Dopo lo scioglimento della DC, aderì al PPI, in seguito passò al Centro Cristiano Democratico (CCD), per il quale fu ricandidato alle europee ma non venne eletto, e successivamente all'UDC.
Fu docente di diritti umani e bioetica presso l'Ateneo pontificio Regina Apostolorum e membro della Pontificia accademia per la vita.
Ritornò al Parlamento europeo nel maggio 2006, subentrando ad Armando Dionisi, nel frattempo eletto deputato nazionale. Casini, che portava lo stesso cognome del leader dell'UDC Pier Ferdinando (non v'era però legame di parentela, fra i due), fu eurodeputato per la circoscrizione Centro e, alle elezioni europee del 2004 aveva ricevuto 54 000 preferenze. Si iscrisse al gruppo parlamentare del Partito Popolare Europeo.

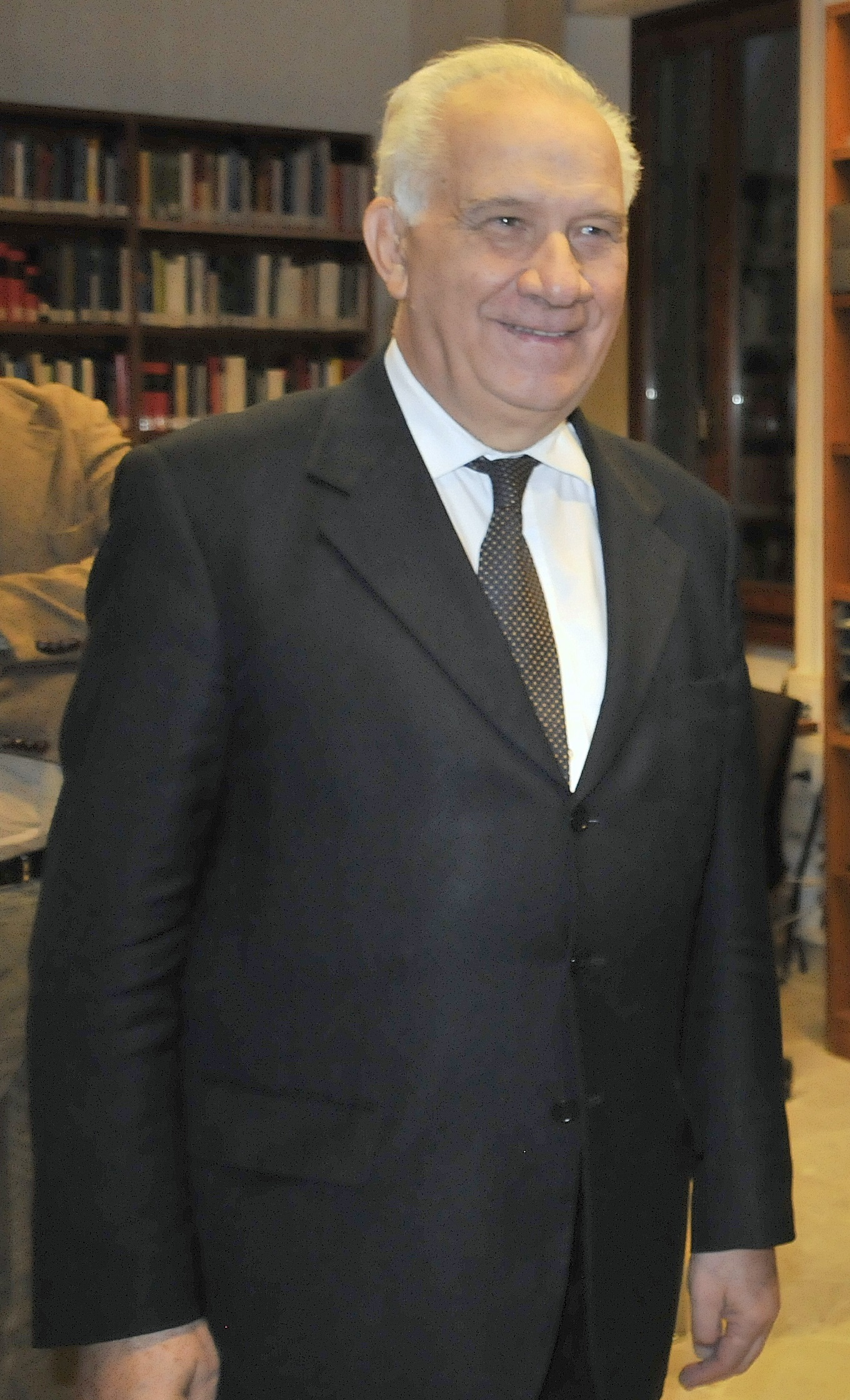
Carlo Casini nell'ottobre 2011

Venne rieletto al Parlamento europeo nelle elezioni del 2009 nelle file dell'UDC. Fu Presidente della Commissione Affari Costituzionali dal 20 luglio 2009 fino a fine mandato nel maggio 2014. Si ricandidò anche alle elezioni europee di tale anno con la lista Nuovo Centrodestra - Unione di Centro, ma non risultò eletto.
Fu per diversi anni presidente del Movimento per la Vita italiano; dal 22 marzo 2015 alla morte ne fu anche presidente onorario.
È morto il 23 marzo 2020 a Roma all'età di 85 anni per le complicazioni della SLA di cui era affetto da anni.